# Argiope savignyi
Argiope savignyi es una especie de arañas araneomorfas de la familia Araneidae.

## Localización
Esta especie se localiza desde México hasta Bolivia.